# Diecezja Nicolet
Diecezja Nicolet – diecezja rzymskokatolicka w Kanadzie. Powstała w 1885.

## Biskupi ordynariusze
- Elphège Gravel (1885 – 1904)
- Joseph-Simon-Herman Brunault (1904 – 1937)
- Albini Lafortune (1938 – 1950)
- Joseph Albertus Martin (1950 – 1989)
- Raymond Saint-Gelais (1989 – 2011)
- André Gazaille (2011 – 2022)
- Daniel Jodoin (od 2022)